# Pueblo Lavalleja
Pueblo Lavalleja, conegut antigament com a Migliaro y Lluveras, és un municipi del nord de l'Uruguai, ubicat al departament de Salto. S'ubica entre els rius Arapey Grande i Arapey Chico, 7 km a l'oest de la ruta 4. Hi ha un monument dedicat a Juan Antonio Lavalleja a 1,5 km del municipi.

## Població
Segons les dades del cens de 2004, Pueblo Lavalleja tenia 1.049 habitants.
| Any  | Població |
| ---- | -------- |
| 1963 | 178      |
| 1975 | 138      |
| 1985 | 249      |
| 1996 | 713      |
| 2004 | 1.049    |

Font: Institut Nacional d'Estadística de l'Uruguai

## Govern
L'alcalde de Pueblo Lavalleja és D. Wilson Sena.